# Localhost
În rețelele de calculatoare, localhost este un nume de host care înseamnă acest calculator și poate fi utilizat pentru accesarea propriilor servicii de rețea ale calculatorului prin interfața sa de loopback. Utilizarea interfeței de loopback evită placa de rețea. Mecanismul de loopback local poate fi util pentru testarea software-ului în timpul dezvoltării, independent de alte configurări ale rețelei. Spre exemplu, dacă un calculator a fost configurat să servească un site web, accesând http://localhost într-un browser local, ar putea afișa pagina de index.
Pe majoritatea calculatoarelor, „localhost” se rezolvă în adresa ip 127.0.0.1, care este cea mai des utilizată adresă loopback IPv4 și către adresa loopback IPv6 ::1. Numele „localhost” este un TLD rezervat, pus deoparte pentru a evita confuzia cu definiția îngustă a numelui de host. Standardele IETF restricționează asignarea numelui în procedurile standard de înregistrare, cum ar fi „localhost.com” pentru domenii de nivel secundar (SLD).